# Ljubo Vukić
Ljubo Vukić (ur. 3 sierpnia 1983 w Zagrzebiu) – chorwacki piłkarz ręczny, zawodnik reprezentacji Chorwacji. Jego atrybuty fizyczne to 191 cm i 92 kg. Występuje na pozycji lewoskrzydłowego.
Występuje w chorwackim klubie RK Croatia Osiguranje Zagrzeb. W reprezentacji w 9 występach strzelił 18 goli. Wraz z reprezentacją Chorwacji uczestniczył w rozgrywanych w Niemczech MŚ 2007, gdzie Chorwaci zajęli 5. miejsce, grał także na rozgrywanych w Szwajcarii ME 2006, gdzie Chorwacja zajęła 4. miejsce. Na swojej pozycji o grę w reprezentacji rywalizuje z trzy lata młodszym Ivanem Čupiciem.

## Sukcesy

### reprezentacyjne
- 2008: wicemistrzostwo Europy; (Norwegia)

### klubowe
- 2007, 2008, 2009, 2010: mistrzostwo Chorwacji
- 2007, 2008, 2009, 2010: puchar Chorwacji